# Municipio de Rock River
El municipio de Rock River (en inglés: Rock River Township) es un municipio ubicado en el condado de Alger en el estado estadounidense de Míchigan. En el año 2010 tenía una población de 1.212 habitantes y una densidad poblacional de 5,78 personas por km².

## Geografía
El municipio de Rock River se encuentra ubicado en las coordenadas 46°21′11.8″N 86°59′16.53″O / 46.353278, -86.9879250. Según la Oficina del Censo de los Estados Unidos, el municipio tiene una superficie total de 209,8 km² (81,0 mi²), de la cual 209,6 km² (80,9 mi²) corresponden a tierra firme y 0,2 km² (0,1 mi²) (0.10%) es agua.

## Demografía
En el 2000 la renta per cápita promedia del hogar era de $32.619, y el ingreso promedio para una familia era de $36.750. El ingreso per cápita para la localidad era de $16.360. En 2000 los hombres tenían un ingreso per cápita de $32.132 contra $24.583 para las mujeres. Alrededor del 10.80% de la población estaba bajo el umbral de pobreza nacional.